# Касі (1944)
«Касі» (Kashi, яп. 樫) — ескортний міноносець Імперського флоту Японії, який взяв участь у Другій світовій війні.

## Історія створення
Корабель, який став десятим серед ескортних міноносців  типу «Мацу», був закладений 25 травня 1944 року на верфі «Фуджінагата» в Осаці. Спущений на воду 13 серпня, став до ладу 30 вересня 1944 року.  

## Історія служби
14 листопада — 4 грудня 1944-го «Касі» здійснював проведення конвою HI-81, який прямував з Японії до Сінгапуру, при цьому на першій ділянці маршруту безпосередньо охороняв ескортний авіаносець «Сінйо». Незадовго до завершення 17 листопада останній був торпедований підводним човном та швидко затонув. Коли субмарина, яка перебувала у надводному положенні, спробувала здійснити ще одну атаку на конвой, «Касі» відкрив по ній вогонь та примусив зануритись. Спершу конвой збільшив швидкість та спішно полишив місце загибелі авіаносця, проте надалі «Касі» повернувся й підібрав близько чотирьох десятків моряків.
Станом на середину грудня 1944-го «Касі» перебував у Манілі, звідки 15—16 грудня здійснив перехід до бухти Камрань (центральна частина узбережжя В'єтнаму). 24 грудня він вийшов звідси разом зі ще 2 ескортними есмінцями та 3 есмінцями для супроводу загону з важкого та легкого крейсерів, який мав здійснити рейд на острів Міндоро (дещо південніше від Маніли), куди 15 грудня висадився ворожий десант. Увечері 26 грудня на підході до плацдарму японський загін потрапив під удари авіації, проте «Касі» не постраждав. У ніч проти 27 грудня японські кораблі провели свою атаку, при цьому «Касі» випустив дві торпеди по транспорту, але це не призвело до потоплення якихось суден. По завершенні атаки японські кораблі повернулись до Камрані.
1—7 січня 1945-го «Касі» пройшов з Кап-Сен-Жак (зараз Вунгтау на півдні В'єтнаму) до Такао (зараз Гаосюн на Тайвані). 21 січня він зазнав тут певних пошкоджень під час атаки літаків американського авіаносного угруповання, після чого 22—23 січня перейшов до Гонконгу. 28 січня «Касі» полишив цей порт та рушив на північ, а 2 лютого в районі Шанхаю приєднався до охорони конвою HI-88A (транспортні загони з таким кодуванням ходили по головній трасі між Японією та Сінгапуром) і 7 лютого прибув разом з ним до японського порту Моджі.
Певний час «Касі» проходив ремонт у Сасебо (обернене до Східнокитайського моря узбережжя Кюсю), а 14 березня прибув до Куре та перебував у Внутрішньому Японському морі до капітуляції Японії.
У жовтні 1945-го «Касі» виключили зі списків ВМФ та призначили для участі в репатріації японців (по завершенні війни з окупованих територій на Японські острови вивезли кілька мільйонів військовослужбовців та цивільних осіб японської національності). У серпні 1947-го корабель передали США, після чого його пустили на злам.